# Spelunca Bulletin
 (mars 2025).
Spelunca Bulletin, par abréviation Spelunca, est la revue de la Fédération française de spéléologie, bulletin trimestriel spécialisé dans les activités de canyonisme et de spéléologie.